# Дейнеховський Петро Іполитович
Петро Іполитович Дейнеховський (5 лютого 1907, село Ганнівка, Коробчанська волость, Зміївський повіт, Харківська губернія, Російська імперія, тепер село Леб'яже, Чугуївського району Харківської області — 2000, Москва) — радянський військовик. Учасник німецько-радянської війни. Генерал-майор.

## Біографічні дані
Народився 5 лютого 1907 року в селі Леб'яже, тепер Чугуївського району Харківської області. У Червоній Армії з 1924 року. Закінчив Українську військово-підготовчу школу (1926), Ленінградську артилерійську школу (1929), Військову академію імені М. В. Фрунзе (1939). Учасник німецько-радянської війни з червня 1941 року. Служив начальником штабу бригади, командувачем артилерією дивізії, начальником штабу артилерії армії і командиром бригади.

## Участь у визволенні Буковини
24-та Уманська винищувально-протитанкова артилерійська бригада резерву головного командування (командир бригади полковник Дейнеховський П. І.) за форсування Дністра і вихід на державний кордон 8 квітня 1944 року бригада нагороджена орденом Богдана Хмельницького 2-го ступеня, а за відзнаки при визволенні міста Хотина — орденом Червоного Прапора.

## У Війську Польському
З червня 1944 року Петро Дейнеховський служив у Війську Польському: командиром бригади, заступником командувача артилерією армії, командувачем артилерією корпусу і військового округу.

## Післявоєнні роки
У 1955 році закінчив Вищі академічні курси при Академії Генерального штабу і продовжував службу в Радянській Армії на високих посадах. Нагороджений 7 радянськими і 2 польськими орденами, багатьма медалями. Генерал-майор артилерії В. І. Дейнеховський перебував з 1967 року у запасі. Мешкав у Москві. Помер у 2000 році.